# Tai Mo Shan
Tai Mo Shan (chiń. 大帽山; pinyin Dàmào Shān; jyutping daai6 mou6 saan1) – najwyższy szczyt Hongkongu, specjalnego regionu administracyjnego Chińskiej Republiki Ludowej. Znajduje się w centralnej części Nowych Terytoriów i wznosi się na wysokość 957 m n.p.m.